# 304

## Decese
- Vicențiu, diacon spaniol și martir, canonizat sfânt (n. ?)
- Sfânta Lucia, Sfântă Împărtășanie biserica romano-catolică